# Handicap (golf)
Nell'ambito dilettantistico dello sport del golf, per consentire a giocatori meno esperti di poter competere il più possibile ad armi pari con giocatori più bravi, viene utilizzato un sistema a vantaggio, comunemente chiamato "ad handicap".

## Storia
Il concetto dell'handicap esiste fino agli albori dello sport. In un diario di uno studente scozzese risalente al 1687 vi sono già riferimenti al concedere colpi all'avversario durante una partita in modo da rendere il gioco più competitivo a seconda delle diverse abilità dei giocatori.
Nel corso del tempo si sono sviluppati vari sistemi di handicap, gestiti dalle diverse federazioni del golf a livello nazionale e continentale. Fino al 2020, vi erano tre sistemi principali ad handicap basati su simili principi ma con metodi di calcolo diversi; questi erano gestiti dalla European Golf Association per l'Europa; il Council of National Golf Union per il Regno Unito e l'Irlanda; e la United States Golf Association per gli Stati Uniti e l'America in generale.
Nel 2020 le diverse federazioni hanno optato per semplificare il sistema, creando il World Handicap System o WHS (sistema di handicap globale), che è ora in vigore ed adottato da quasi tutte le federazioni di golf del mondo. Ciò permette ora a qualunque golfista di poter comparare la sua abilità ad un altro giocatore in modo equo.

## Funzionamento
Il sistema ad handicap funziona dando colpi addizionali a seconda della abilità di un giocatore, misurata attraverso i risultati ottenuti nelle partite precedenti. Più un giocatore è bravo, meno colpi gli sono concessi per chiudere ogni buca. Il massimo di colpi in più a buca concessi sotto il WHS è 3, quindi in un giro convenzionale di 18 buche si possono avere al più 54 colpi di vantaggio.
Solitamente i campi da golf sono Par 72 cioè concepiti per essere completati con 72 colpi, ma ci sono anche campi con Par maggiore o minore; ciò dipende dagli spazi a disposizione dei progettisti in fase di costruzione del campo. Il giocatore teorico, in grado di completare il percorso utilizzando il numero di colpi stabilito dal Par del campo, ha un handicap pari a zero ed è comunemente chiamato scratch. Giocare scratch significa quindi giocare con handicap zero.
I giocatori professionisti non hanno handicap assegnato: giocano sempre scratch. Accade, seppur molto raramente, che un giocatore arrivi ad avere un handicap "negativo". In questo caso dovrà completare il giro in meno colpi di quelli previsti. Ad esempio, su un campo con Par 72, un giocatore con handicap -2 è costretto a giocare 70 colpi per il "suo" Par, mentre ad un neofita con handicap 54 sono concessi ben 126 colpi (72+54=126), che sono comunque un risultato di ragguardevole qualità.
Al termine di una partita, il numero di colpi totali effettuati da un giocatore (o punti ottenuti non tenendo conto dell'handicap) vengono definiti il punteggio lordo; sottraendo l'handicap si giunge al punteggio netto.
Inoltre, i sistema ad handicap tengono anche in conto che ogni campo da golf è diverso, presentando ostacoli e difficoltà che non sono paragonabili. Ad ogni campo vengono perciò assegnati due valori di difficoltà, il course e lo slope rating, che poi figurano nel calcolo del punteggio netto di un giocatore. Le condizioni del percorso possono anche variare a seconda delle stagioni e del tempo atmosferico; per rimediare a questo, a seguito di una gara con un numero sufficiente di partecipanti, viene ponderato un ulteriore aggiustamento (il Playing Condition Calculation o PCC) da applicare a tutti i punteggi dei giocatori.

### World Handicap System
Nel WHS, ogni qualvolta un giocatore consegna un risultato valido, che deve essere certificato da un altro golfista, viene calcolato uno Score Differential (SD) secondo la formula seguente:
{\displaystyle {\mbox{Score differential (su 18 buche)}}={\frac {\mbox{113}}{\mbox{slope rating}}}\times ({\mbox{Punteggio Lordo}}-{\mbox{course rating}}-{\mbox{Aggiustamento PCC}})}
L'handicap del giocatore viene poi calcolato in base alla media degli 8 migliori Score Differentials ottenuti nelle 20 ultime partite valide per il punteggio a cui ha partecipato. Se un giocatore ha consegnato meno di 20 scores validi, allora il calcolo avviene con riferimento ai punteggi come nella tabella seguente:
| Numero di risultati | Risultati validi per il calcolo | Aggiustamento della media degli SD |
| ------------------- | ------------------------------- | ---------------------------------- |
| 3                   | il migliore                     | -2.0                               |
| 4                   | il migliore                     | -1.0                               |
| 5                   | il migliore                     | 0                                  |
| 6                   | i 2 migliori                    | -1.0                               |
| 7 o 8               | i 2 migliori                    | 0                                  |
| da 9 a 11           | i 3 migliori                    | 0                                  |
| da 12 a 14          | i 4 migliori                    | 0                                  |
| 15 o 16             | i 5 migliori                    | 0                                  |
| 17 o 18             | i 6 migliori                    | 0                                  |
| 19                  | i 7 migliori                    | 0                                  |
| 20 o più            | gli 8 migliori                  | 0                                  |

Il calcolo secondo le regole descritte qui sopra genererà un Handicap Index che consta di un numero ad una cifra decimale. Il valore di handicap che poi realmente viene utilizzato in una particolare partita (o handicap di gioco) è invece un numero intero, e viene calcolato in base all'Index ma anche secondo i parametri di course e slope rating del campo.

### Sistema EGA
Sotto il vecchio sistema EGA invece l'handicap veniva variato solamente a seconda dell'ultimo punteggio registrato dal golfista: se egli aveva compiuto meno colpi rispetto a quelli assegnati, l'handicap diminuiva. Nel caso contrario rimane uguale o aumentava. Nelle gare stableford le variazioni venivano calcolate in base alla tabella seguente:
| Handicap esatto iniziale del giocatore | Zona neutra | Punteggio inferiore alla zona neutra: aggiungere solo | Punteggio superiore alla zona neutra: per ogni punto in più togliere |
| -------------------------------------- | ----------- | ----------------------------------------------------- | -------------------------------------------------------------------- |
| <4,4                                   | 35-36       | 0,1                                                   | 0,1                                                                  |
| 4,5-11,4                               | 34-36       | 0,1                                                   | 0,2                                                                  |
| 11,5-18,4                              | 33-36       | 0,1                                                   | 0,3                                                                  |
| 18,5-26,4                              | ---         | ---                                                   | 0,4                                                                  |
| 26,5-36,0                              | ---         | ---                                                   | 0,5                                                                  |
| 36,1-54,0                              | ---         | ---                                                   | 1,0                                                                  |

Quando un giocatore registrava un punteggio all'interno della zona neutra, il suo handicap non veniva modificato. Se il punteggio fosse stato invece inferiore, l'handicap veniva aumentato del valore indicato; questo aumento era comunemente chiamato, dai dilettanti, la virgola. Dal 2016 la virgola veniva assegnata solo a giocatori con Handicap EGA fino a 18,4 (quindi di 1°,2ª e 3ª categoria EGA).

## Ottenimento di un handicap
Un giocatore che si iscrive presso una federazione di golf convenzionata viene inizialmente definito NA, cioè Non Abilitato: egli ha diritto di giocare esclusivamente sul campo pratica, e può andare sul campo vero e proprio solamente se accompagnato da un professionista. A seguito del superamento di un esame sulle regole del golf, il giocatore ottiene l'accesso al campo ed un Handicap Index di 54. Il neofita può successivamente partecipare alle gare fra dilettanti o consegnare dei punteggi validi in modo da cercare di diminuire il suo handicap.
Da notare che molte gare, pur essendo aperte a tutti i golfisti con handicap, possono avere limitazioni; ad esempio, può essere stabilito un handicap massimo di gioco oppure essere richiesto un handicap minimo per l'iscrizione. Qualunque sia il limite usato per il calcolo della classifica di gara, per la variazione dell'handicap viene considerato l'handicap reale del giocatore.